# Aleiodes arikarai
Aleiodes arikarai – gatunek błonkówki z rodziny męczelkowatych.

## Taksonomia
Gatunek został opisany w roku 2009 przez Josepha C. Fortiera. Holotyp (samica) został odłowiony 26 czerwca 1950 w mieście Newell w stanie Dakota Południowa przez H. C. Severina. Epitet gatunkowy honoruje plemię Airaków, zamieszkujące Dakotę Północną.

## Zasięg występowania
Znany tylko z dwóch lokalizacji – miejsca odłowienia holotypu, oraz miejscowości Hamar w Hrabstwie Eddy w Dakocie Północnej.

## Budowa ciała
Samica.
Długość ciała wynosi 4,4 – 4,6 mm, zaś rozpiętości przednich skrzydeł 2,9 3,1 mm. Przyoczka małe, odległość przyoczka bocznego od oka wynosi nieco ponad półtorej jego średnicy. Pole malarne długie, jego długość jest nieco większa niż półtorej szerokości podstawy żuwaczek i równa połowie średnicy oka. Wgłębienie gębowe małe, okrągłe, o wysokości równej bądź nieco mniejszej od wysokości nadustka i szerokości mniej więcej równej szerokości podstawy żuwaczek. Żeberko potyliczne kompletne. Twarz skórzasta. Ciemię skórzaste ze słabo widocznymi, poprzecznymi żeberkami. Biczyk czułka składa się z co 42 segmentów o średnicy niemal równej ich długości; długość większości segmentów jest nieco mniejsza niż długość pola malarnego. Przedtułów przedzielony po bokach grudkowaną bruzdą, połyskliwie-skórzasty i bruzdkowany po górnej stronie boków. tarcza śródplecza skórzasta. Notaulix nieznacznie grudkowane. Zatarczka bruzdkowano – grudkowana, żeberkowana, ze skórzastym rzeźbieniem. Mezopleuron skórzasty z rzadkim punktowaniem przed centralną płytką, bruzda przedbiodrowa płytka, skórzasta i żeberkowana. Pozatułów silnie bruzdkowany i grudkowany, żeberko środkowe kompletne. Pierwszy i drugi tergity metasomy silnie bruzdkowanie i żeberkowane z głębokimi, grubymi podłużnymi żeberkami, trzeci z takim samym, lecz z delikatniejszymi i gęstszym wzorem, czwarty tergit bruzdkowany i grudkowany, słabo wygrzbiecony, pokrywa wszystkie pozostałe tergity. Pazurki stopy o długości około połowy średnicy końca ostatniego tarsomeru Pozbawione gęstej szczeciny. Biodra środkowych skórzaste od góry. W przednim skrzydle żyłka r krótka, ma ona długość 0,5 – 0,6 żyłki 3RSa, żyłka !CUa ma długość 0,23 – 02,8 żyłki 1CUb. W tylnym skrzydle żyłka RS lekko falista, żyłka 1r-m ma 0,55 długości żyłki 1M, zaś 1M 0,8 długości żyłki M+CU. Żyłka m-cu niepigmentowana, o długości 0,7 żyłki 1r-m.
Głowa żółtopomarańczowa z wyjątkiem czarnego obszaru między przyoczkami oraz biczyka, żółtego trzonka czółka i żółtej, bądź żółto-czarnej nóżki. Mezosoma żółto pomarańczowa z wyjątkiem czarnego zaplecza i pozatułowia. Pierwszy, drugi i czwarty tergit metasomy żółtopomarańczowe, czasem z nieregularnym czarnym cętkowaniem. Nogi żółtopomarańczowe. Skrzydła szkliste. Pterostygma dwukolorowa – żółta bazalnie, dalej przechodząca łagodnie w jasnobrązową; użyłkowanie skrzydeł żółte.
Budowa samca nieznana.

## Biologia i ekologia
Biologia tego gatunku nie jest znana.